# زمانی خشو هم عروس بود
زمانی خشو هم عروس بود (هندی: क्योंकि सास भी कभी बहू थी، تلفظ IPA: /kjõki sa:s bʰi: kəbʰi: bəhu: t̪ʰi:/‎، تلفظ: کیوکی ساس بهی کبهی بهو تی) یکی از سریال‌های تلویزیونی شبکه استار تی وی هند می‌باشد که توسط کمپانی فیلم‌سازی بالاجی تله فیلم (Balaji Telefilms) ساخته شده‌است.
نام سریال ابتدا قرار بود Amma به معنای مادر باشد. سمریتی ایرانی بازیگر نقش اصلی این سریال است.

## داستان
(داستان بر پایهٔ دوبله سریال توسط تلویزیون طلوع نوشته شده، امکان دارد بخش‌هایی سانسور شده باشد)

### فضای اولیه
داستان در شهر بمبئی و در خانوادهٔ ویرانی شکل می‌گیرد. این خانواده که صاحب یک کمپانی می‌باشند و اصالتاً از گجرات می‌باشند شامل افراد زیر می‌باشند.
بزرگ‌ترها
- گواردهان ویرانی -پدربزرگ خانواده ویرانی که یک شخص بسیار مهربان بود
- امبا (با)-مادربزرگ سال قبل وفات نمود

پدر و مادرها
- منسوخ ویرانی (پسر گواردهان)
- سویتا (همسر منسوخ)
- هیمت ویرانی (پسر گواردهان)
- دکشا (همسر هیمت)
- جامنداس ویرانی (JD) (فرزند گواردهان)
- گایتری (همسر جامنداس)

فرزندان
- مهیر ویرانی (پسر منسوخ)
- کرن ویرانی (پسر منسوخ)
- هیمنت ویرانی (پسر جامنداس)
- سیجل ویرانی (دختر جامنداس)
- سواسی ویرانی (دختر هیمت)
- چراغ ویرانی (پسر هیمت)

### تولسی و پایل
مهیر ویرانی که برای تحصیلات دانشگاهی به آمریکا سفر کرده بود به هند بازمی‌گردد و در کمپانی ویرانی مشغول به کار می‌شود. مادر مهیر دختری به نام پایل را برای همسری او انتخاب می‌کند. اما مهیر علاقه‌مند به دختری به نام تولسی است. تولسی فرزند یک روحانی هندو است. بعد از مشاجره‌های زیاد مهیر بدون اجازهٔ مادرش و با کمک پدربزرگ و سایر اعضای خانواده با تولسی ازدواج می‌کند و این آغاز مشاجرات تولسی و سویتا مادر مهیر است. این مشاجرات بزودی فروکش می‌کند.

### مورد حمله قرار گرفتن مهیر
مهیر ویرانی برای یک سفر به خارج از شهر می‌رود و در طول راه توسط فردی ناشناس ضربهٔ شدیدی به سرش وارد می‌شود.
خانوادهٔ مهیر به دنبال او می‌گردند و با کشف یک جسد که نشانه‌ای از مهیر را دارد به این نتیجه می‌رسند که مهیر کشته شده‌است.
خانوادهٔ ویرانی که مهیر را از دست رفته می‌دانند فردی به نام انوپم را که از دوستان مهیر است را برای ازدواج با تولسی انتخاب می‌کنند.

### نجات مهیر
به‌طور شگفت‌آوری مهیر زنده‌است و به بیمارستان انتقال یافته‌است. در بیمارستان خانم پزشکی به نام مندرا از وی مراقبت می‌کند. اما مهیر بر اثر ضربه به سرش حافظه اش را از دست داده‌است و هیچ نشانی از خانواده اش ندارد. در این میان مندرا به مهیر علاقه‌مند می‌شود.
به‌طور خیلی اتفاقی انوپم برادر مندرا است. انوپم از مندرا برای شرکت در مراسم عروسی خود با تولسی دعوت می‌کند. مندرا مهیر را نیز به همراه خود می‌آورد. و در مراسم عروسی خانواده ویرانی متوجه زنده بودن میر می‌شوند.

### تولسی و مندرا
با پیدا شدن خانوادهٔ مهیر، مندرا که می‌خواست با مهیر ازدواج کند سرخورده می‌شود. او بارها به مهیر تلفن می‌زند که این کار به واکنش تولسی می‌انجامد. در آخر مندرا به مهیر می‌گوید که از او دارای فرزندی است.

## پخش از تلویزیون طلوع
این سریال توسط آریا پرودکشن به دری دوبله شده و بجز جمعه‌ها به‌طور روزانه از ساعت هشت ونیم شب به مدت نیم ساعت از تلویزیون طلوع پخش می‌شود.